# Mussaenda
Mussaenda is een geslacht uit de sterbladigenfamilie (Rubiaceae). De soorten komen voor in tropisch Afrika, op de eilanden in de westelijke Indische Oceaan en van (sub)tropisch Azië tot in het Pacifisch gebied.

## Soorten
- Mussaenda acuminata Blume
- Mussaenda acuminatissima Merr.
- Mussaenda aestuarii K.Schum.
- Mussaenda afzelii G.Don
- Mussaenda afzelioides Wernham
- Mussaenda albiflora Merr.
- Mussaenda angustisepala Ridl.
- Mussaenda anisophylla S.Vidal
- Mussaenda antiloga Chun & W.C.Ko
- Mussaenda aptera Pit.
- Mussaenda arcuata Poir.
- Mussaenda attenuifolia Elmer
- Mussaenda bammleri Valeton
- Mussaenda benguetensis Elmer
- Mussaenda bevanii F.Muell.
- Mussaenda bityensis Wernham
- Mussaenda bodenii Wernham
- Mussaenda bonii Pit.
- Mussaenda borbonica Lapeyrere
- Mussaenda brachygyna Merr. & L.M.Perry
- Mussaenda breviloba S.Moore
- Mussaenda cambodiana Pierre ex Pit.
- Mussaenda campanulata T.T.Duan & D.X.Zhang
- Mussaenda caudatiloba D.Fang
- Mussaenda celebica Ridl.
- Mussaenda chevalieri Pit.
- Mussaenda chingii C.Y.Wu ex H.H.Hsue & H.Wu
- Mussaenda chippii Wernham
- Mussaenda chlorantha Merr.
- Mussaenda chrysotricha Valeton
- Mussaenda conopharyngiifolia Stapf
- Mussaenda cordifolia Wall. ex G.Don
- Mussaenda corymbosa Roxb.
- Mussaenda cylindrocarpa Burck
- Mussaenda dasyphylla Miq.
- Mussaenda dawei Hutch.
- Mussaenda debeauxii Wernham
- Mussaenda decipiens H.Li
- Mussaenda densiflora H.L.Li
- Mussaenda dinhensis Pierre ex Pit.
- Mussaenda divaricata Hutch.
- Mussaenda dranensis Wernham
- Mussaenda elegans Schumach. & Thonn.
- Mussaenda elliptica Hutch.
- Mussaenda elmeri Merr.
- Mussaenda emeiensis Z.Y.Zhu & S.J.Zhu
- Mussaenda epiphytica Cheek
- Mussaenda erosa Champ. ex Benth.
- Mussaenda erythrophylla Schumach. & Thonn.
- Mussaenda ferruginea K.Schum.
- Mussaenda fissibractea Merr.
- Mussaenda forbesii Wernham ex S.Moore
- Mussaenda forsteniana Miq.
- Mussaenda frondosa L.
- Mussaenda garrettii Craib
- Mussaenda glabra Vahl
- Mussaenda glabrata (Hook.f.) Hutch. ex Gamble
- Mussaenda gossweileri Wernham
- Mussaenda grandibracteata Alejandro
- Mussaenda grandiflora Benth.
- Mussaenda grandifolia Elmer
- Mussaenda griffithii Wight ex Hook.f.
- Mussaenda hainanensis Merr.
- Mussaenda heinsioides Hiern
- Mussaenda herderscheeana Valeton
- Mussaenda hilaris Pierre ex Pit.
- Mussaenda hirsuta Ridl.
- Mussaenda hirsutissima (Hook.f.) Hutch. ex Gamble
- Mussaenda hirsutula Miq.
- Mussaenda hoaensis Pierre ex Pit.
- Mussaenda horenensis S.S.Ying
- Mussaenda incana Wall.
- Mussaenda intuspilosa Jayaw.
- Mussaenda isertiana DC.
- Mussaenda johannis-winkleri Merr.
- Mussaenda kajewskii Merr. & L.M.Perry
- Mussaenda kanehirae Merr. & L.M.Perry
- Mussaenda keenanii Hook.f.
- Mussaenda kerrii Craib
- Mussaenda kingdon-wardii Jayaw.
- Mussaenda kintaensis King ex Stapf
- Mussaenda kwangsiensis H.L.Li
- Mussaenda kwangtungensis H.L.Li
- Mussaenda lanata C.B.Rob.
- Mussaenda lancifolia K.Krause
- Mussaenda lancipetala X.F.Deng & D.X.Zhang
- Mussaenda landolphioides Wernham
- Mussaenda lanuginosa Ridl.
- Mussaenda laxa (Hook.f.) Hutch. ex Gamble
- Mussaenda laxiflora Hutch.
- Mussaenda leptantha Wernham
- Mussaenda leucophylla E.M.A.Petit
- Mussaenda leucova Gilli
- Mussaenda liedeae Alejandro
- Mussaenda linderi Hutch. & Dalziel
- Mussaenda lobbii (Ridl.) Govaerts
- Mussaenda longipetala H.L.Li
- Mussaenda longituba Valeton
- Mussaenda lotungensis Chun & W.C.Ko
- Mussaenda macrantha Valeton
- Mussaenda macrophylla Wall.
- Mussaenda magallanensis Elmer
- Mussaenda maingayi (Hook.f.) Hemsl. ex T.Durand & B.D.Jacks.
- Mussaenda malaccensis Ridl.
- Mussaenda malacotricha Merr. & L.M.Perry
- Mussaenda membranifolia Merr.
- Mussaenda microdonta Wernham
- Mussaenda milleri Elmer ex Alejandro
- Mussaenda mollissima C.Y.Wu ex H.H.Hsue & H.Wu
- Mussaenda monticola K.Krause
- Mussaenda motleyi Ridl.
- Mussaenda multibracteata Merr.
- Mussaenda multinervis C.Y.Wu ex H.H.Hsue & H.Wu
- Mussaenda nannanii Wernham
- Mussaenda nervosa Elmer
- Mussaenda nicobarica Shimpale, S.R.Yadav & Babu
- Mussaenda nijensis R.D.Good
- Mussaenda nivea A.Chev. ex Hutch. & Dalziel
- Mussaenda oreadum Wernham
- Mussaenda ornata S.Moore
- Mussaenda ovata Merr. & L.M.Perry
- Mussaenda palawanensis Merr.
- Mussaenda paludosa E.M.A.Petit
- Mussaenda parryorum C.E.C.Fisch.
- Mussaenda parva Wall. ex G.Don
- Mussaenda parviflora Miq.
- Mussaenda parvifolia Valeton
- Mussaenda philippica A.Rich.
- Mussaenda philippinensis Merr.
- Mussaenda pilosissima Valeton
- Mussaenda pinatubensis Elmer
- Mussaenda pingbianensis C.Y.Wu ex H.H.Hsue & H.Wu
- Mussaenda pluviatilis S.Moore
- Mussaenda polita Hiern
- Mussaenda polyneura King
- Mussaenda procera F.M.Bailey
- Mussaenda pubescens Dryand.
- Mussaenda pullei Valeton
- Mussaenda purpurascens Ridl.
- Mussaenda raiateensis J.W.Moore
- Mussaenda recurvata Naiki, Tagane & Yahara
- Mussaenda reflexisepala Tao Chen & Duy
- Mussaenda reinwardtiana Miq.
- Mussaenda ridleyana Wernham
- Mussaenda rivularis Welw. ex Hiern
- Mussaenda roxburghii Hook.f.
- Mussaenda rufa A.Rich.
- Mussaenda rufescens Valeton
- Mussaenda rufinervia Miq.
- Mussaenda sabahensis Govaerts
- Mussaenda saigonensis Pierre ex Pit.
- Mussaenda samana Jayaw.
- Mussaenda sandakana Govaerts
- Mussaenda sanderiana Ridl.
- Mussaenda scandens Elmer
- Mussaenda scratchleyi Wernham
- Mussaenda sessilifolia Hutch.
- Mussaenda setosa Merr.
- Mussaenda shikokiana Makino
- Mussaenda simpliciloba Hand.-Mazz.
- Mussaenda soyauxii Büttner
- Mussaenda spectabilis Ridl.
- Mussaenda squiresii Merr.
- Mussaenda subsessilis Pierre ex Pit.
- Mussaenda tenuiflora Benth.
- Mussaenda teysmanniana Miq.
- Mussaenda theifera Pierre ex Carr.
- Mussaenda thorelii Pit.
- Mussaenda tomentosa Wall. ex G.Don
- Mussaenda treutleri Stapf
- Mussaenda tristigmatica Cummins
- Mussaenda uniflora Wall. ex G.Don
- Mussaenda ustii Alejandro
- Mussaenda utakwae Wernham
- Mussaenda variolosa Wall. ex G.Don
- Mussaenda vidalii Elmer
- Mussaenda villosa Wall. ex G.Don
- Mussaenda viridiflora Alejandro
- Mussaenda wallichii G.Don
- Mussaenda whitei S.Moore
- Mussaenda wrayi King
- Mussaenda yunnanensis T.T.Duan & D.X.Zhang
- Mussaenda zenkeri Wernham

... · 
Afrocanthium · 
Asperula (Bedstro) · 
Atractocarpus · 
Belonophora · 
Bouvardia · 
Breonadia · 
Byrsophyllum · 
Callipeltis · 
Cephalanthus (Kogelbloem) · 
Chassalia · 
Cinchona · 
Coffea (Koffie) · 
Coprosma · 
Cruciata · 
Deppea · 
Galium (Walstro) · 
Gardenia · 
Genipa · 
Morinda · 
Nertera · 
Pentas · 
Plocama · 
Portlandia · 
Psydrax · 
Richardia · 
Rothmannia · 
Rubia · 
Rutidea · 
Rytigynia · 
Sabicea · 
Sarcocephalus · 
Sericanthe · 
Sherardia · 
Spermacoce · 
Tarenna · 
Tricalysia · 
Uncaria · 
Vangueria · 
Virectaria ·  
Wendlandia · 
...